# نضناض طويل المنقار الغربي
نضناض طويل المنقار الغربي (Zaglossus bruijni) هو أحد آكلات النمل الشوكية الأربع الموجودة، وواحد من الثلاث أنواع المنتمية لجنس Zaglossus في غينيا الجديدة. وصف في الأصل باسم Tachyglossus bruijni, وهو نوع نموذجي من Zaglossus.

## الوصف
قنفذ النمل الشوكي طويل المنقار هو ثديي بيوض، وجد في شبه جزيرة رأس الطيور وجبال فوجا في مقاطعتي بابوا الغربية وبابوا الإندونيسيتين، في مناطق على ارتفاع ما بين 1,300 و 4,000 متر (4,300 و 13,100 قدم)؛ حيث لا أثر له في الأراضي المنخفضة الجنوبية والساحل الشمالي. مواطنه المفضلة هي المروج الشاهقة والغابات الجبلية الرطبة. على خلاف ذو المنقار القصير الايكي دنا الآكل للنمل والنمل الأبيض، أنواع قنفذ النمل الشوكي طويل المنقار تتغذى على ديدان الأرض. قنفذ النمل الشوكي طويل المنقار كذلك أكبر حجمًا من أنواع ذو المنقار القصير الايكي دنا، حيث قد يصل وزنه إلى 16.5 كيلوجرامًا (36 رطلًا)، له خطم أطول يتجه نحو الأسفل، كما أنه يصعب تمييز أِشواكه عن الفراء الطويل. يمكن تمييزه عن أنواع Zaglossus الأخرى بعدد المخالب في أطرافه الأمامية والخلفية: ثلاثة (نادرًا أربعة). وهو أكبر الكظاميات الموجودة

## حالة الحفظ
أنواع قنفذ النمل الشوكي طويل المنقارمدرجة كأنواع مهددة بخطر انقراض أقصى من قبل الاتحاد الدولي لحفظ الطبيعة، حيث انخفضت أعدادها نتيجة للأنشطة البشرية بما في ذلك فقدان الموطن والصيد. وعلى الرغم من حظر الصيد التجاري للأنواع من قبل حكومتي إندونيسيا وبابوا غينيا الجديدة، فالصيد التقليدي مازال مسموحًا به. في يناير 2013، بعثة علمية بقيادة منظمة الحفظ الدولية أعلنت العثور على عدد من الثدييات كجزء مما وصفوه بأنه «العالم المفقود» من الحيوانات البرية في جبال فوجا الواقعة في مقاطعة بابوا الإندونيسية. عينة جمعت في 1901 بواسطة جون توني، حددت لاحقًا بواسطة هيلجن ات ال (2012)، ربما تثبت أنه بالإضافة لغينيا الجديدة، استوطنت الأنواع الجزء الشمالي من أستراليا الغربية على الأقل في بداية القرن العشرين كانت موجودة بشمال المغرب في جبال الريف كما أخبر عنها سكان المنطقة لكن حاليا لمتعد موجودة